# کلارک (پل)
۳۸°۵۲′۵۶″ شمالی ۹۰°۱۰′۴۴″ غربی / ۳۸٫۸۸۲۲۲°شمالی ۹۰٫۱۷۸۸۹°غربی
پل کلارک یک پل کابلی است که بر روی رودخانه می‌سی‌سی‌پی بین وست آلتون، میسوری قرار گرفته‌است. نام آن به خاطر کاشف ویلیام کلارک تغییر و جایگزین نام اصلی آن شد. پل کلارک در سال ۱۹۹۴ میلادی افتتاح شد.
با مبلغ ۸۵ میلیون دلار این پل دوباره عریض شد. عرض جدید پل ۳۳ متر شد و این در حالی بود که عرض پل قدیمی تنها ۶ متر بود.

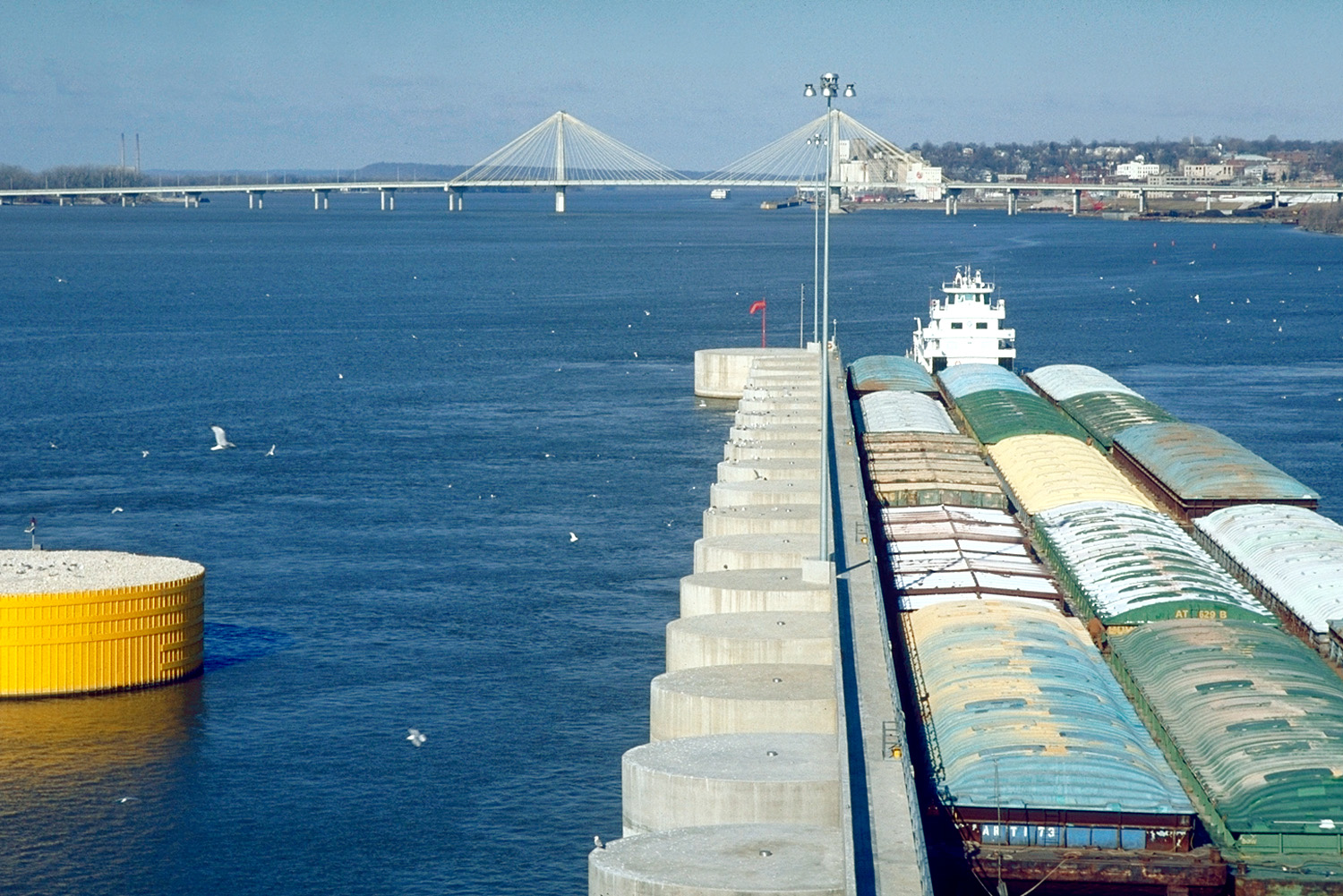
پل کلارک نما از شمال غربی ملوین
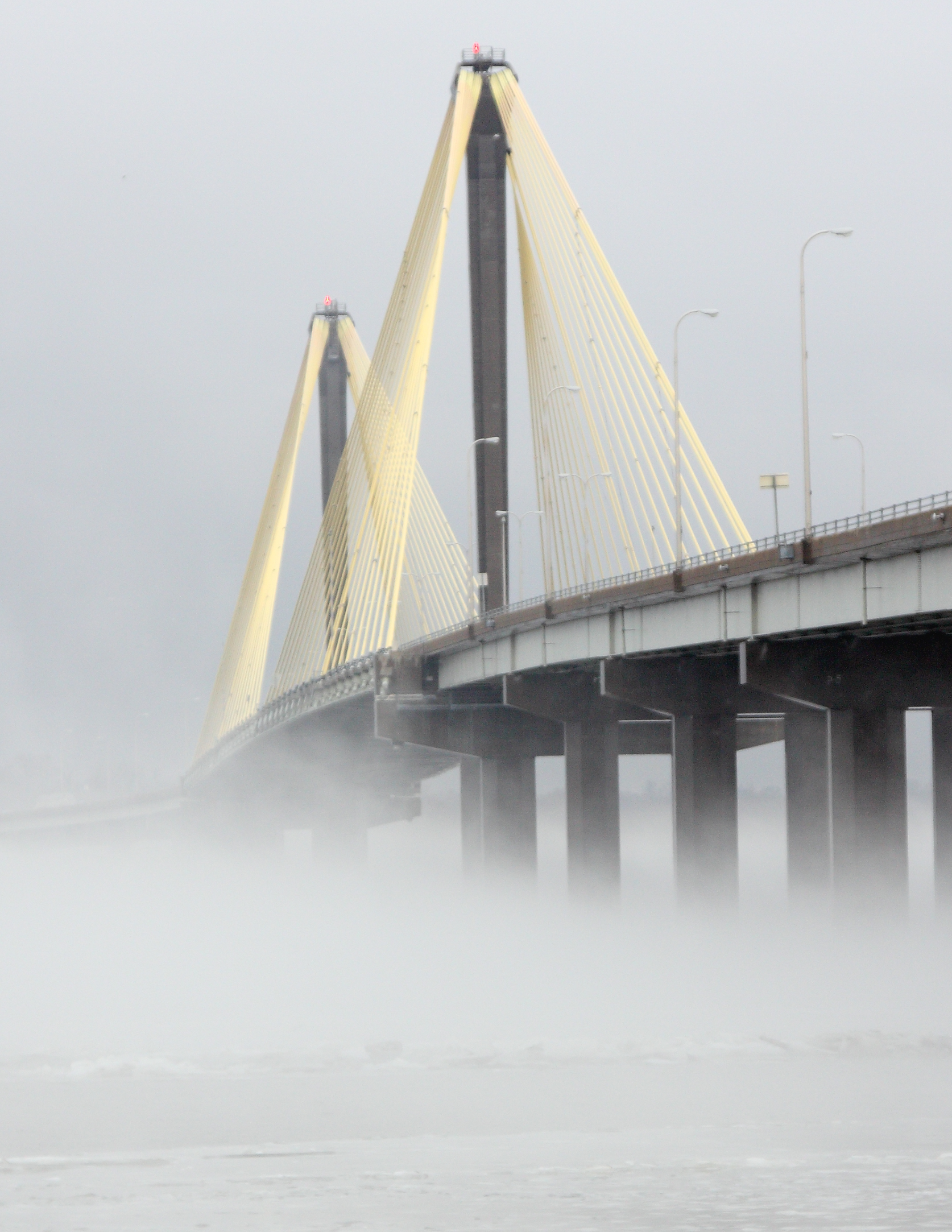
پل کلارک نما از کنار میسوری و رودخانه می سی سی پی
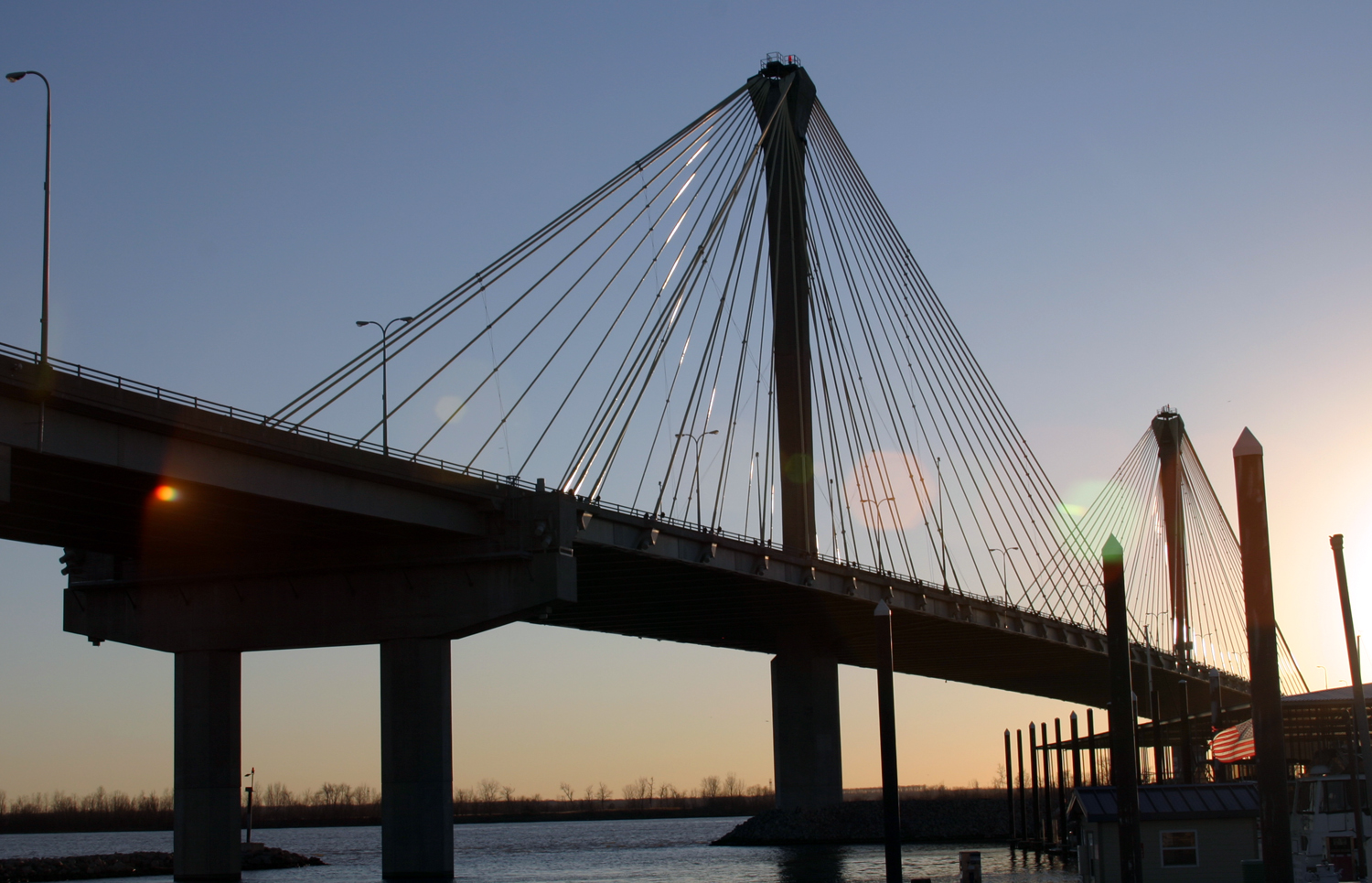
پل کلارک نما از آلتون مارینا
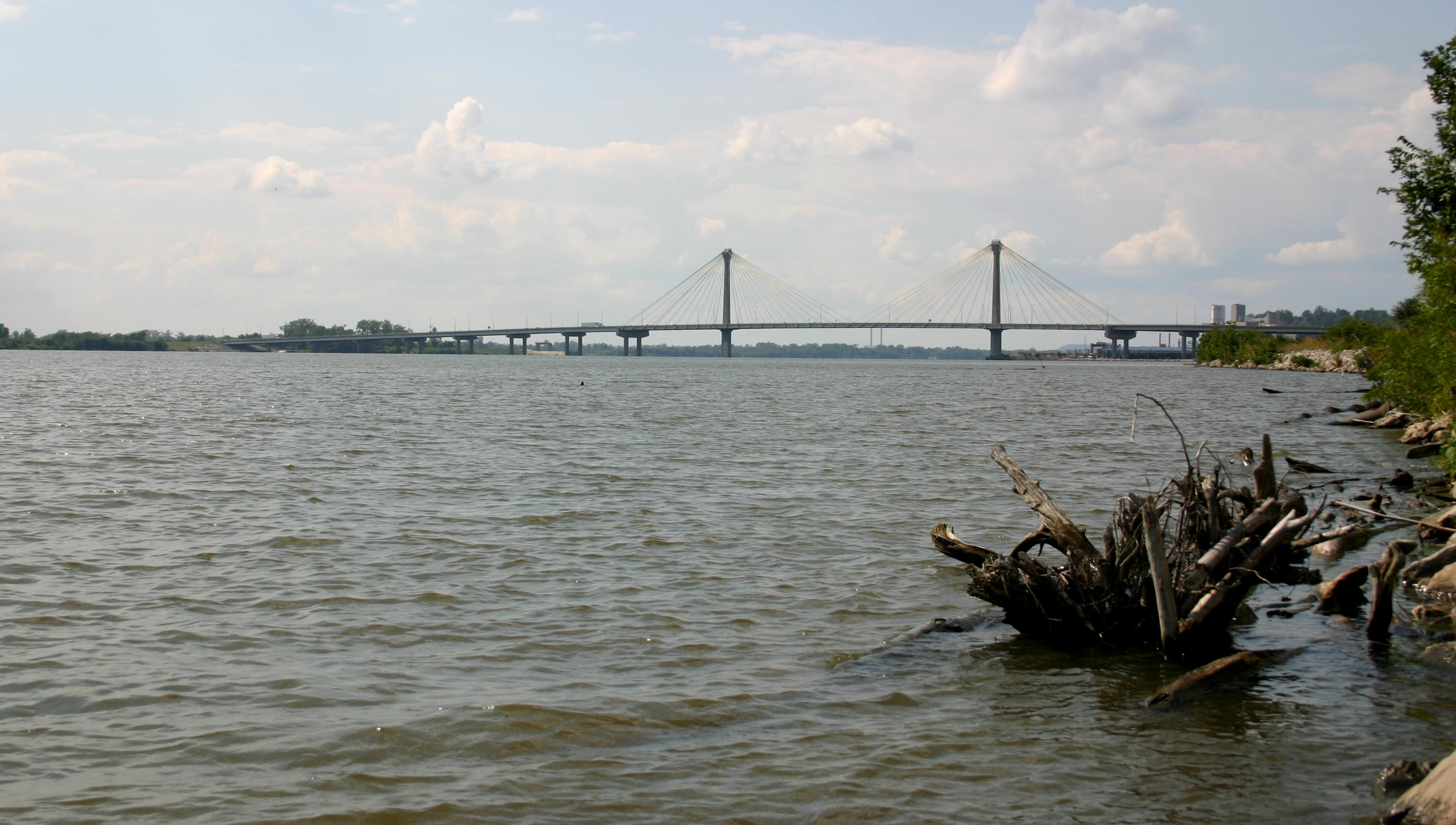